# Małgorzata Gromadzka
Małgorzata Gromadzka z domu Wołoszyn (ur. 24 marca 1985 w Tarnogrodzie) – polska polityk, urzędniczka samorządowa, przedsiębiorca i działaczka społeczna, posłanka na Sejm X kadencji.

## Życiorys
Absolwentka studiów prawniczych na Wydziale Prawa i Administracji Uniwersytetu Marii Curie-Skłodowskiej. Wraz z mężem zajęła się prowadzeniem ekologicznego gospodarstwa rolnego. Podjęła pracę na stanowisku inspektora w urzędzie miasta w Biłgoraju. Została też współwłaścicielką przedsiębiorstwa działającego w sektorze doradztwa biznesowego.
W 2010 wstąpiła do Platformy Obywatelskiej, została przewodniczącą partii w powiecie biłgorajskim. W wyborach w 2010 została wybrana na radną gminy Księżpol. Bez powodzenia kandydowała do rady powiatu w 2014 i 2018. Działaczka organizacji pozarządowych (m.in. wiceprezes lokalnego koła gospodyń wiejskich). Wchodziła w skład Rady Działalności Pożytku Publicznego Województwa Lubelskiego, pełniła funkcję przewodniczącej tej instytucji.
W 2019 bezskutecznie kandydowała do Sejmu z ramienia Koalicji Obywatelskiej. W wyborach parlamentarnych w 2023 uzyskała mandat posłanki X kadencji, startując z drugiego miejsca na liście KO w okręgu chełmskim i zdobywając 10 710 głosów. W 2024 z ramienia tej koalicji startowała w wyborach do Parlamentu Europejskiego z okręgu nr 8.

## Wyniki w wyborach ogólnopolskich
| Wybory | Komitet wyborczy                | Komitet wyborczy     | Organ            | Okręg        | Wynik        |
| ------ | ------------------------------- | -------------------- | ---------------- | ------------ | ------------ |
| 2019   |                                 | Koalicja Obywatelska | Sejm IX kadencji | nr 7         | 1843 (0,46%) |
| 2023   | Sejm X kadencji                 | Koalicja Obywatelska | 10 710 (2,34%)   | nr 7         |              |
| 2024   | Parlament Europejski X kadencji | Koalicja Obywatelska | nr 8             | 8410 (1,36%) |              |

## Życie prywatne
Córka Eugeniusza i Wiesławy. Mężatka, matka czwórki dzieci. Zamieszkała we wsi Korchów Drugi w województwie lubelskim.